# 根纳季·久加诺夫
根纳季·安德烈耶维奇·久加诺夫（羅馬化：Gennadiy Andreyevich Zyuganov；1944年6月26日—），俄罗斯政治家，1993年起任俄罗斯联邦共产党中央执行委员会主席（后改称中央委员会主席）。他曾四次參選總統，均落敗。

## 生平
久加诺夫生于莫斯科西南面奥廖尔州的农村，其父亲和祖父都是教师。他中学毕业后的第一份工作就是担任物理学教师，为时一年；1962年他入读奥廖尔教育学院物理及数学部，1963年至1966年曾在苏联陆军工作。久加诺夫1966年加入苏联共产党，之后成为奥廖尔州共青团书记，其后又升任奥廖尔的党第二书记。1978年，他入读莫斯科的精英党校社会科学学院，1980年完成博士后课程，1983年获调职莫斯科，出任共产党宣传部教员。
久加诺夫是党内对米哈伊尔·谢尔盖耶维奇·戈尔巴乔夫的重建政策和开放政策的主要抨击者。苏联瓦解后，他协助组建了俄罗斯联邦共产党，成为7个中央执行委员会委员之一，1993年起任中央执行委员会主席。2009年12月，俄共主席久加諾夫在评价普京执政10年的功过时说：“从重大的经济及国家政策的角度讲，与上一个十年相比，现行（普京的）执政团队并没有巩固国家，反而是进一步搞坏了国家，进一步削弱了国家。普京政权仅仅是前政权（叶利钦政权）的变种而已，其威望在许多方面只是靠空洞的言辞说教来维持的，其所作所为实际上进一步加深了上世纪90年代所建立的犯罪性的资本主义制度的危机；挽救国家的唯一出路是采纳俄共的社会经济改革纲领，在俄罗斯重新恢复社会主义原则。”
2013年2月24日，久加诺夫在俄共建党20周年纪念暨总结改选大会上连任中央委员会主席。俄罗斯国内各左翼政党与共产主义运动的支持者（如俄共以及更加亲近斯大林主义的俄羅斯共产主义工人党、全联盟共产党布尔什维克）基本上都反感与厌恶普京，称普京是“叶利钦的亲西方、卖国和对本民族进行种族灭绝政策的延续者”。

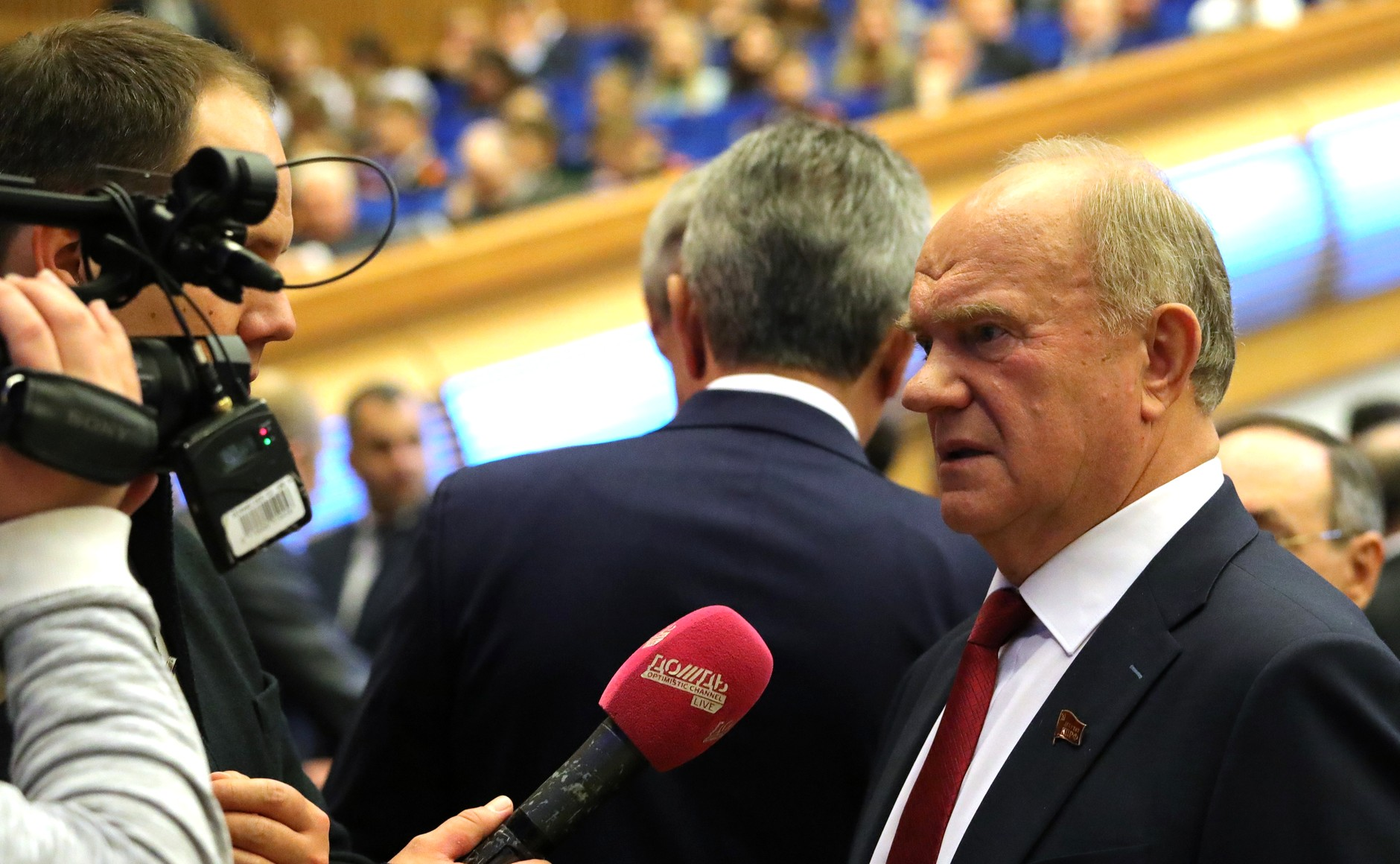
根納季·裘加諾夫接受俄羅斯媒體雨電視採訪(2018)

### 竞选总统
1996年俄罗斯总统选举，久加诺夫以些微差距败于鲍里斯·尼古拉耶维奇·叶利钦。1999年国家杜马选举久加诺夫领导的俄共更失去大量议席，自此俄共开始衰落。2000年俄罗斯总统选举，久加诺夫惨败于弗拉基米尔·弗拉基米罗维奇·普京。2004年久加诺夫没有参选，但他表示将于2008年卷土重来参选总统。2008年俄罗斯总统选举，久加诺夫惨败于普京支持下的德米特里·阿纳托利耶维奇·梅德韦杰夫。2012年俄罗斯总统选举，久加诺夫惨败于普京。

## 观点
久加诺夫是一名基督教共产主义者，经常前往东正教堂参加宗教活动。他认为耶稣是首个共产主义者，《圣经》可以以社会主义的角度进行解读。在研究了《圣经》和《古兰经》后，久加诺夫称其发现一些共产党的道德规范抄袭自圣经如马太福音中的山上宝训，许多动听口号更受到了圣经的启发。久加诺夫主张修改共产党党章，取消有关无神论要求，他认为没能同信徒和教会搞好关系是过去布尔什维克犯下的最愚蠢的错误，“共产党员可以有宗教信仰。信仰是每个人的私事。而且信徒通常都是好党员，因为信徒们都比较忠诚，不会从一个政党跑到另一个政党。”亦表示任何形式打击和侮辱宗教以及教徒的做法对他来说都是不能接受的。

## 著作
- 《全球化与人类命运》，中文版2004-01新华出版社
- 《前进:俄罗斯社会主义的前途》，中文版2008当代世界出版社
- 《俄罗斯向何处去——俄共中央主席久加诺夫如是说》，中文版 2016-06人民出版社

## 争议
2021年5月，俄羅斯祖國黨以致俄罗斯司法部长公开信的形式批评俄联邦共产党、领导人久加诺夫及其他俄共高官从中国共产党及中华人民共和国获得金钱等支持并受其摆布，称俄共依法应被列入外国代理人的名单之中。该政党称俄共高层频繁去前往中国旅行和演讲，久加诺夫有3本书在中国出版，孙子列昂尼德·久加诺夫在中国留学实习。原伊尔库茨克州州长列夫琴科一家一年三分之一在中国度过，这些属于隐形受贿。